# لجنة الرقابة العسكرية المشتركة بين الحلفاء
تم استخدام مصطلح لجنة الرقابة العسكرية المشتركة بين الحلفاء  في سلسلة من معاهدات السلام المبرمة بعد الحرب العالمية الأولى (1914 – 1918) بين مختلف البلدان. أبرمت كل واحدة من هذه المعاهدات بين الدول الحليفة الرئيسية والقوات المرتبطة بها (التي تتكون من الولايات المتحدة الأمريكية والإمبراطورية البريطانية وفرنسا وإيطاليا واليابان ) من جهة وواحدة من القوى المركزية مثل ألمانيا والنمسا والمجر وتركيا أو بلغاريا. 
تطلبت إحدى شروط هذه المعاهدات تحويل جميع المنشآت ذات الصلة بالسلاح والمرافق العسكرية ذات الصلة بالسلاح إلى استخدام تجاري بحت. القرار وطريقة العمل لضمان ذلك تقع على عاتق لجنة مراقبة عسكرية بين الحلفاء. عُهد إلى لجنة الرقابة العسكرية المشتركة بين الحلفاء بعدد من المسؤوليات الأخرى، بما في ذلك: 
1. لإصلاح عدد من مسؤولي الجمارك والشرطة المحلية الحضرية والريفية، وحراس الغابات وغيرهم من المسؤولين مثل تحت سيطرة حكومة السلطة المركزية المعنية.
2. الحصول من السلطة المركزية المعنية على المعلومات المتعلقة بموقع المخزونات ومستودعات الذخائر وتسليح الأعمال المحصنة والقلاع والحصون وحالة الأعمال أو المصانع لإنتاج الأسلحة والذخائر والمواد الحربية عمليات.

توقفت لجنة الرقابة عن العمل في ألمانيا في 28 فبراير 1927، في المجر في 31 مارس وفي بلغاريا في 1 يونيو. 

## روابط خارجية
- المادة 200
- المادة 94
- المادة 137